# Raúl Otero Reiche
Raúl Otero Reiche (Santa Cruz de la Sierra, Bolivia; 20 de enero de 1906 - Santa Cruz de la Sierra, Bolivia; 29 de enero de 1976) fue un poeta, dramaturgo, novelista, cuentista y profesor boliviano. La actual Casa de la Cultura de la capital del departamento cruceño lleva su nombre.

## Biografía
Nació en Santa Cruz de la Sierra, el 20 de enero de 1906, hijo de Samuel Otero Iturralde y Raquel Reiche Arana. Se graduó como bachiller en humanidades el Colegio Nacional Florida en octubre de 1923.
Estudió Derecho en la Universidad Santo Tomás de Aquino, hoy Universidad Autónoma Gabriel René Moreno (UAGRM). Junto con otros poetas de su época, como Jesús Lara, Octavio Campero Echazú y Mendizábal Santa Cruz, Raúl Otero Reiche comenzó su actividad poética en 1925, año en que publicó sus primeros versos mediante los periódicos El Oriente y El Progresista. En noviembre del mismo año, se publicó su primera recopilación de dichos trabajos y tituló Alba.
En 1926, se trasladó a La Paz, ciudad en la que residió durante un tiempo y se dedicó a la literatura. Ingresó a la Escuela de Bellas Artes para profundizar en sus talentos. Fue ahí donde se hizo amigo de otros poetas de su generación: Estanislao Boada, Guillermo Viscarra, Humberto Palza, Enrique Baldivieso, Néstor M. Ruiz y Humberto Viscarra Monje.
Junto a ellos, escribió el libro Los más mejores versos de los más peores poetas de Bolivia, impreso ese mismo año por la Imprenta Renacimiento de Flores y San Román.
Una vez de regreso a su tierra natal, Otero conformó una peña de jóvenes literatos y artistas, liderada por él y por Rómulo Gómez. También ocupó el cargo de secretario de la UAGRM y dictó la cátedra de Literatura en el Liceo de Señoritas “Santistevan”.
Su poesía durante esta etapa brinda imágenes pintorescas y figuras retóricas audaces que expresan su amor por el terruño y desvelan los paisajes cruceños, bocetando lugares y escenas de la vida cotidiana. Con estos poemas, armó un libro que hasta el momento se publicó solo por fragmentos.
Otero participó en la Guerra del Chaco (1932-1935) que libró Bolivia contra Paraguay. Marchó en el destacamento 115 al campo de operaciones. Inspirado por el cruel paisaje, los momentos trágicos y la desesperación de los soldados, escribió su libro de poesía Poemas de sangre y lejanía.
Una vez conseguida la paz con el Paraguay, Otero aceptó un cargo público que le ofrecieron, que es el de director del periódico La Unión. En 1937, la Asociación Departamental del Magisterio publicó su libro Flores para deshojar, conjunto de poemas para niños. Además, escribió en prosa atildada y castiza un libro que narra la perspectiva que tuvieron los cruceños del asunto del Chaco, titulado El Ismo trágico.
Viajó otra vez a La Paz y dirigió la sección literaria de Radio Illimani. Además, ofreció recitales que resultaron muy aplaudidos, se integró a cenáculos literarios y obtuvo premios en certámenes poéticos. Por aquellos días, con las poesías que escribía, preparó un libro titulado Llamas en la nieve.
En 1940, volvió a Santa Cruz y pidió reincorporarse al magisterio luego de mucho tiempo ausente. Se le nombró profesor de cálculo en el Nacional Florida. Asimismo, la UAGRM, restablecida después de años de cierre, lo llamó a presidir la cátedra René Moreno recientemente creada. Otero escribía versos casi diariamente y los lograba con mucha facilidad, por lo cual conformó volúmenes, muchos de ellos inéditos hasta hoy: Abanicos de espumas, Colección de paisajes y Los Conquistadores.
Cabe destacar que también incursionó en la literatura teatral, y los aficionados a las artes escénicas interpretaron sus dramas ligeros, comedias y sainetes, entre ellos: El Guajojó, La Serenata, Otra cosa es con guitarra y El Buri. Además, publicó algunas novelas como El Sacrificio de la tierra y los cuentos Matilde la modernista y La Tijera.
En 1944 el Movimiento Nacionalista Revolucionario (MNR) incluyó a Otero en su nómina de candidatos a diputados. El poeta ganó por mayoría y por ese año y por el siguiente acudió a las sesiones de la cámara de diputados.
Otero fue nombrado prefecto del departamento de Santa Cruz en 1946, y tuvo que abandonar el cargo por los mismos motivos por los que lo aceptó. Poco después, regresó a dar clases de Lenguaje en el Colegio Nacional Florida y también a la universidad en la cátedra René Moreno.
Una vez jubilado, la Alcaldía Municipal cruceña lo llamó para ejercer la función de director de Cultura. Además, participó en certámenes de Juegos Florales en varias ciudades de Bolivia, y obtuvo en todos el máximo galardón de la flor natural, así como también la banda del Gay Saber.
Distintos poemas suyos se publicaron en la prensa extranjera y algunos de ellos resultaron traducidos. Muchos de sus textos se publicaron en revistas y periódicos, y bastante material quedó inédito.
Fue víctima de una enfermedad bastante tormentosa, falleció el 29 de enero de 1976 en Santa Cruz de la Sierra.

## Obra
Raúl Otero Reiche escribió diversos géneros literarios: poesía, novela, cuento y teatro.

### Poesía
- Alba (1925)
- Los más mejores versos de los más peores poetas de Bolivia (1926)
- Flores para deshojar (1937)
- El ismo trágico
- Llamas en la nieve
- Abanicos de espumas
- Colección de paisajes
- Los conquistadores
- Estampas (1964)
- Lira maternal (1965)
- Fundación en la llanura (1967)
- Soledad iluminada (1972)
- Adiós, amable ciudad vieja, (1973)
- Poemas de sangre y lejanía (1976)
- América y otros poemas (1977)

### Teatro
- El Guajojó
- La Serenata
- Otra cosa es con guitarra
- El Buri

### Novela
- El Sacrificio de la tierra

### Cuento
- Matilde la modernista
- La Tijera